# Sudamericano Juvenil de Rugby 1998
El Sudamericano Juvenil de Rugby de 1998 fue el décimo cuarto torneo juvenil y el segundo desarrollado en Buenos Aires, Argentina. Disputado con solo 3 selecciones de menores de 18 años el equipo local se alzó con el campeonato al ganarle a chilenos y uruguayos. Los 2 primeros partidos del triangular se jugaron en la cancha del San Isidro Club y el restante en el Club Atlético San Isidro.

## Equipos participantes
- Selección juvenil de rugby de Argentina (Pumas M18)
- Selección juvenil de rugby de Chile (Cóndores M18)
- Selección juvenil de rugby de Uruguay (Teros M18)

## Posiciones
| Pos. | Equipo    | Encuentros | Encuentros | Encuentros | Encuentros | Tantos  | Tantos    | Tantos     | Puntos |
| Pos. | Equipo    | jugados    | ganados    | empatados  | perdidos   | a favor | en contra | diferencia | Puntos |
| ---- | --------- | ---------- | ---------- | ---------- | ---------- | ------- | --------- | ---------- | ------ |
| 1    | Argentina | 2          | 2          | 0          | 0          | 101     | 23        | + 78       | 6      |
| 2    | Uruguay   | 2          | 1          | 0          | 1          | 28      | 52        | - 24       | 3      |
| 3    | Chile     | 2          | 0          | 0          | 2          | 20      | 74        | - 54       | 0      |

Nota: Se otorgan 3 puntos al equipo que gane un partido, 1 al que empate, 0 al que pierda

## Resultados[1]

### Primera Fecha
| 15 de noviembre | Chile | 10 - 15 | Uruguay | SIC, Buenos Aires, Argentina |  |

### Segunda Fecha
| 18 de noviembre | Argentina | 59 - 10 | Chile | SIC, Buenos Aires, Argentina |  |

### Tercera Fecha
| 22 de noviembre | Argentina | 42 - 13 | Uruguay | CASI, Buenos Aires, Argentina |  |

| Bandera de Argentina |
| Campeón Argentina    |
| Décimo tercer título |